# Turfan
Turfan o Turpan (en uigur: تورپان Turpan, en xinès: 吐鲁番 Tǔlǔfān) és un oasi de la regió autònoma del Xinjiang uigur a la República Popular de la Xina. Té una població d'uns 200.000 habitants (2003). És una ciutat amb classificació de comtat a la prefectura de Turfan. A 7 km a l'est hi ha les ruïnes de Jiaohe.

## Història
Fou centre del regne Jushi de l'Àsia central. El seu rei fou derrotat pels xinesos de la dinastia Han l'any 108 aC, dirigits pel general Txao P'o en una expedició sense continuïtat. Al segle i aC, el regne es va fer client del chan-yu dels xiongnu fins que el 67 aC fou sotmès pel general xinès Txeng Ki. El 64 aC els xinesos van evacuar Turfan que immediatament va passar sota control xiongnu, però els xinesos el van recuperar el 60 aC per obra del mateix Txeng Ki.
Quan va caure la dinastia Han amb la guerra civil (de l'any 8 a 25 dC) el regne es va independitzar. Llavors el chan-yu Hing-nu (Ulonoti) va aprofitar per conquerir el regne (any 10). L'any 48, amb la divisió dels xiongnu en septentrionals i meridionals, Xina va restablir-hi un protectorat. L'any 73, va caure sota control del regne de Kudjha, que dominava també Kaixgar i va assolir l'hegemonia regional. Però no fou per molt de temps ja que el 74 els generals xinesos Keng Ping i Teou Ku van atacar Turfan i territoris al nord (Jiaohe), on el rei del país, Ngan-to, es va rendir; el seu fill es va sotmetre igualment i es van establir dues guarnicions xineses, una sota el comandament de Keng Kong (cosí de Keng Ping) al Jiaohe posterior, i una altra al mateix Turfan.
El 75, es va produir una revolta general contra els xinesos a la regió del riu Tarim (poc abans de la mort de l'emperador que va morir aquell mateix any). Els xiongnu van donar suport als revolucionaris. Després de diverses lluites, el nou emperador va ordenar als generals Ban Chao i Keng Kong, caps de les forces xineses al Tarim, d'evacuar la regió. Ban Chao no va complir l'ordre i va recuperar el terreny perdut, mentre que un altre cos imperial, actuant independentment a Gansu, va reconquerir el regne de Jiaohe o Turfan. L'any 90 el rei de Turfan va confirmar la seva fidelitat a la Xina. Ban Chao fou reconegut protector general de l'Àsia central l'any 91.
El 106 la regió sencera es va revoltar contra la Xina, i el rei de Turfan es va fer independent, però el 119 va tornar a reconèixer la sobirania imperial. Pan Yong, general i fill del general Ban Chao, va iniciar la restauració del domini xinès el 123, quan va instal·lar una colònia militar a Louk txun o Leiu txong a prop de Turfan, pero el regne, si bé reconeixia la sobirania xinesa, estava parcialment ocupat per grups de xiongnu, els quals va expulsar el 124.
Després durant tots els segles ii i iii els xinesos van exercir el seu domini al regne (anomenat Jushi), arbitrant en els afers locals per mitjà dels governadors. Després van restar lleials als regnes successors.
El 442 la dinastia xiongnu de Pei Leang a Gansu fou enderrocada pels Wei i la dinastia local va fugir al regne del Turfan del qual es van apoderar i van governar del 442 al 460, quan fou ocupada pels juanjuan que hi van establir una dinastia vassalla però el regne fou dominat des del 507 per la dinastia xinesa dels K'iu. La seva capital no era l'actual ciutat de Turfan sinó que estava una mica més a l'est a Idiqutshahri o Idiquot-chahri (antiga Kara-Khodja.
El 609 el rei Pai-ya va anar a fer homenatge a l'emperador xinès Yang. El següent rei Wen-t'ai (vers 620-640), budista fervorós, va acollir al pelegrí xinès Xuan Zang vers el 630, el qual fins i tot va retenir, fer que mostra el fervor budista del rei. Poc després va anar a la Xina a fer homenatge a l'emperador; però uns anys després es va revoltar (640) i Xina va enviar a la zona al general Heou Kiun-tsi. Wen-tai va morir i Turfan fou ocupat i annexionat i va esdevenir la seu d'una prefectura xinesa i més tard seu del "govern de l'oest pacificat" o Ngan-si. Els xinesos van dominar el país un segle fins que fou ocupat pels uigurs, a una data incerta després de la batalla del Talas el 751.
Va estar sota domini del kaghan uigur de Mongòlia fins a la destrucció del kaghanat pels quirguisos vers el 840. Va sorgir llavors el regne uigur de Kočo (segles IX a XIII) durant el qual la població es va turquitzar. Els dirigents eren maniqueus (s'havien convertit en temps del kaghan Bögü 759-780) i part de la població era budista i la resta nestorians. El sobirà portava el títol de iduk kut (Felicitat Propícia) deformat aviat a idikut; la capital fou anomenada Idikut Shäri (vila de l'Idikut). La població vivia en harmonia i amb gran tolerància religiosa; els estius els sobirans deixaven Turfan, on feia molta calor, i anaven a les muntanyes del nord a la segona capital, Bishbalik (Cinc Viles, en xinès Bei-ting (residència del nord), a uns 100 km al nord. A la segona meitat del segle xii el idikut va acceptar ser vassall dels kara kitay. El 1209 el kaghan uigur Barchuk o Barčuq es va fer vassall de Genguis Kan i li va anar a retre homenatge el 1211. El regne de Turfan o de Kocho (Kočo) va quedar inclòs dins els dominis genguiskànides i va aportar la major part dels secretaris (bakhshis), ja que els uigurs eren els que dominaven l'escriptura i lectura. La grafia uigur d'origen sogdià i després siríac, va acabar sent l'escriptura mongola. L'estat uigur va desaparèixer al final del segle xiii. La ciutat de Turfan va eclipsar la de Kočo en un moment desconegut i també es va imposar l'islam però no se sap quan exactament. El kan Khidr Khwaja Khan de Mogolistan (1392-1399) va fer una campanya contra Kara Khoja (Kara Khodja) i Turfan, que ja són qualificades de dos "viles importants" i va forçar els seus habitants a convertir-se a l'islam; en tot cas la conversió fou parcial perquè el 1420 una ambaixada de Xah Rukh (timúrida) va passar per Turfan en ruta a la Xina i la major part de la població restava budista; la mateixa ambaixada va parar a Kara Khoja on hi havia funcionaris imperials xinesos. Cap a l'est hi havia Komul (Hami), la següent etapa, ciutat encara més vinculada a la Xina, on l'ambaixada va trobar presència musulmana (una mesquita construïda pel senyor local Amir Fakhr al-Din) enfront d'un temple budista.
El 1487, Ahmad Alaq va obtenir la independència del seu germà Mahmud Khan ibn Yunus Khan i va governar la part nord de la conca del Tarim des de Turpan a l'est, com a kanat de Turfan.
El Khan de Mogulistan, Mansur Khan ibn Ahmad (1503-1545), va fer diverses incursions a la zona i va expandir-hi l'islam i va eliminar-hi el budisme. Llavors el Turquestan oriental fou envaït pel Kanat de Jungària i Turfan va quedar dins del seu imperi; els oirats eren budistes i els dirigents són coneguts pel nom mongol de dungars (dzungars) però els musulmans els donaven el nom turc de kalmuks (calmucs) com a altres mongols occidentals. Els habitants turcs de Turfan eren musulmans i s'anomenaven turpanliks (turfanliks) i no reconeixien els monuments budistes del territori com a propis i els atribuïen als calmucs.
Els manxús van derrotar els jungars el 1758 i van exercir el poder a Turfan i al Nan Lu (el sud del Turquestan oriental). Un reietó xinès es va establir a Turfan amb el títol de wang (rei). La seva capital no la mateixa Turfan sinó la propera Lukchum. El primer rei fou Amin Khwadja Khanlik (1730-1760) que era un cap local lleial a la dinastia xinesa, de la família dels khoges (khoja o khwaja) que havien tingut el poder a altres llocs com Kashghar, ciutat de Yarkand i Hotan on havien estat vassalls dels dzungars i en tots els quals havien estat eliminats pels xinesos el 1758.
La dinastia fou deposada per Yakub Beg el 1867 però els xinesos la van recuperar el 1877. Aquell any Yakub Beg va patir la seva primera derrota davant els xinesos prop de Kara Khoja i va acabar completament derrotat. La dinastia Khoja o Khwaja de Turfan fou reposada i els xinesos hi van governar fins al 1912. El març de 1912 el governador xinès de la província, Yuan Dahua, va reconèixer la República Xinesa, i el 25 d'abril de 1912 fou substituït per Yuan Hongyou que va morir el 7 de maig següent, i va ocupar el seu lloc Yang Zengxin (1912-1928), que al llarg de l'any va dominar tot el país en nom del govern republicà xinès i va eliminar la dinastia local. El 6 de juliol de 1928 va morir Yang Zengxin i després de la interinitat de Fan Yao Nan, el govern provincial del Xinjiang va quedar en mans de Tsing Shuren o Tchin Chu-jen, natiu de Gansu. El 1931 van esclatar rebel·lions a diversos llocs que es van consolidar el 1932. L'abril de 1933 Tchin Chu-jen fou enderrocat per un cop d'estat dirigit pel seu cap d'estat major Cheng Chih-ts'ai, originari de la província de Liaoning, al nord-est de la Xina. Els diversos grups rebels es van unir i el 12 de novembre de 1933 es va proclamar la república del Turquestan Oriental, però Turfan va restar en mans del govern provincial. El nou cap del país, Cheng Chi-ts'ai, com que no tenia prou suport amb els russos blancs (que estaven refugiats a la zona feia deu anys) i els manxús, va demanar ajut a la Unió Soviètica que va enviar set mil homes (gener del 1934); els rebels tenien el suport de l'exèrcit hui de Gansu dirigit per Ma Tchung-Ying (Ma Zhongying), que va atacar Ürümchi; els soviètics van enfrontar la cavalleria de Ma Tchung-Ying amb avions i gas tòxic i aquest es va haver de retirar cap a Turfan, però en comptes de retirar-se des d'allí cap a Gansu, va intentar controlar la part sud del Xinjiang cosa que el va posar en conflicte amb els uigurs de la república del Turquestan Oriental, amb els quals ja havia tingut problemes durant els atacs a Ürümchi quan les seves forces van fer incursions al sud seguint el curs del Tarim i van saquejar diverses poblacions uigurs. Ma es va retirar a Kashghar que va ocupar el 6 de febrer i va deposar el president, el hakinbek (Khan) de Khotan, Sabid Tomara, que va fugir a la ciutat de Yarkand. Ma Tchung-Ying va donar el comandament al seu cunyat Ma Hu Chan i va marxar a la Unió Soviètica a negociar. Ma Hu Chan va formar llavors un estat virtual al sud del Xinjiang conegut a la història com el Dunganistan però Turfan també en va quedar fora, controlada pel govern provincial. El 1942, amb la invasió alemanya de la Unió Soviètica, Cheng Chih-ts'ai es va desplaçar cap a la dreta i cap al Japó, fins que el 1944 fou enderrocat pel cap militar del govern nacionalista xinès amb seu a Txungking, Jiang Jie Shi (1944) que va posar com a governador a Wu Zhongxin i després a Zhang Zhizhong. Un grup d'esquerra i favorable a la Unió Soviètica anomenat Organització d'Alliberament de Khuldja, de base kazakh però aliada als uigurs i dungans, va proclamar la independència del Turquestan Oriental (Sharki Turkistan Djumhuriyyati) el 12 de Noviembre de 1944 amb el nom de República del Turquestan Oriental (coneguda també com la Revolució dels Tres Districtes o segona república del Turquestan Oriental), amb capital a Ili (Khuldja), incloent en el seu territori la regió de l'Ili, Tacheng (Tarbagatai) i Chenhua (Altai), al nord del Xinjiang, però Turfan, Ürümchi i la bona part de la conca del Tarim (tot el centre del Xinjiang) van quedar sota control del govern provincial mentre Aksu, Kashghar, Hotan, Cherchen i Chaqliq, a la part sud del Xinjiang, donaven suport a la nova república, cada districte pel seu compte.
Després d'una crida personal de Chiang Kai-shek es van obrir converses a finals de 1945 entre el govern de la Xina i el de la república. A la meitat del 1946, com a resultat de les converses, es va formar un govern de coalició entre l'Organització d'Alliberament de Khuldja que dominava el nord de la província i el partit Nacionalista de la Xina que controlava el govern provincial (amb Zhang Zhizhong) i el centre de la regió, però el nou govern mai va tenir control efectiu sobre els territoris republicans del nord i només era govern de tota la província en el nom. La coalició es va trencar el 1947 després de la sortida del popular governador Zhang Zhizhong (maig) substituït per Maisi Wude (Masud Sabri). Els soviètics van fer de mediadors sense èxit i la corrupció dels nacionalistes era escandalosa i portava el caos al país. La república es va aguantar mercès a l'ajut soviètic. El desembre Bao Erhan (Burhan Shahidi) va assolir el govern i l'agost de 1949 els comunistes xinesos va convidar als caps de la república a iniciar negociacions a Pequín. L'1 d'octubre es va proclamar la república Popular de la Xina (RPC) i el 12 d'octubre de 1949 l'Exèrcit Popular d'Alliberament (EPA) entrava al Xinjiang del nord. La república fou dissolta i va haver d'acceptar la unió a la Xina. L'11 d'octubre de 1955 es va concedir al Xinjiang un estatut autònom limitat (regió autònoma de Xinjiang Uigur) amb Saiffuddin (Sa Fuding o Seypidin Azizi) com a líder, reemplaçant el govern provincial. Des de llavors Turfan forma part d'aquesta autonomia.